# Ehrengard Frank-Schultz
Ehrengard Frank-Schultz, geborene Maria Hedwig Ehrengard Besser (* 23. März 1885 in Magdeburg; † 8. Dezember 1944 in der Strafanstalt Plötzensee, Berlin) war eine deutsche Diakonisse und Opfer der NS-Kriegsjustiz.

## Leben
Frank-Schultz war eine Urenkelin des Theologen Friedrich Schleiermacher.
Um 1905 heiratete sie den Privatdozenten und Spezialarzt für Hautkrankheiten Frank Schultz, der auf dem Gebiet der Strahlentherapie in führender Weise forschend tätig war. Aus der Ehe gingen der Sohn Erwin Rudolf Konrad (* 12. August 1906 in Berlin) und die Tochter Liese-Lotte Ehrengard (* 7. Oktober 1907 in Berlin) hervor.
Einem Nachruf auf ihren bereits 1913 verstorbenen Mann zufolge unterstützte sie ihn als „kongeniale Gattin“ bei seiner Arbeit, wenn er „schwierigen Problemen mit allen Mitteln der Forschung nahe zu kommen suchte“. Ein anderer Nachruf wurde präziser und berichtete, dass sie ihren Mann in „hingebendster Weise“ bei seinen „Forschungen und Wägungen“ unterstützt habe, die diesen „zur Aufstellung seiner Theorie von der Abhängigkeit der Röntgenabsorptionsfähigkeit der einzelnen normalen und pathologischen Gewebe von deren spezifischem Gewicht“ geführt hätten.
Nach dem Tod ihres Ehemanns änderte Ehrengard Schultz ihren Nachnamen in Frank-Schultz. Seit den 1920er Jahren ist sie mit diesem Nachnamen und der Bezeichnung „Witwe“ in den Berliner Adressbüchern mit Wohnsitz in Berlin-Wilmersdorf nachweisbar.
Sie trat zum 1. März 1933 der NSDAP bei (Mitgliedsnummer 1.509.379).
Während des Zweiten Weltkriegs war sie als Diakonisse für das Rote Kreuz als Krankenpflegerin tätig.

### Denunziation, Verurteilung und Hinrichtung
Ende Juli 1944 unterhielt Ehrengard Frank-Schultz sich mit der Schwesternhelferin Erika Roeder. Sie sprachen über das gescheiterte Attentat auf Hitler vom 20. Juli 1944. Roeder sagte, dass es nicht auszudenken sei, was geschehen wäre, wenn das Attentat gelungen wäre – Frank-Schultz erwiderte demgegenüber, dass es im Gegenteil ein Jammer sei, dass dieses nicht geglückt sei. In einem zweiten Gespräch mit Roeder einige Tage später ergänzte Frank-Schultz, dass die beteiligten Offiziere dereinst stolz sein würden, an dem Attentat mitgewirkt zu haben. Bei einer dritten Begegnung erläuterte sie Roeder auf deren Frage, was das Attentat denn überhaupt habe erreichen sollen, dass, wenn der Anschlag gelungen wäre, bereits Frieden herrschen würde und es keine alliierten Luftangriffe auf deutsche Städte mehr gäbe. Weiter führte sie aus, dass es doch besser sei, einige Jahre unter englisch-amerikanischer Herrschaft zu leben, als weiterhin die Gewaltherrschaft der Nationalsozialisten ertragen zu müssen. Mit Blick auf den kurz zuvor zum Chef des Befehlshaber des Ersatzheeres ernannten SS-Chef Heinrich Himmler bekundete Frank-Schultz, dass es schrecklich sei, dass dieser diese Stellung erhalten habe, da er als Mensch für eine derart verantwortungsvolle Stellung nicht geeignet sei.
Nachdem Roeder Frank-Schultz bei den Behörden denunzierte, wurde diese verhaftet und vor Gericht gestellt. Die Anklage lautete auf Wehrkraftzersetzung. Der Volksgerichtshof verhandelte unter Vorsitz von Roland Freisler, Beisitzer waren der Landgerichtsdirektor Martin Stier, SS-Brigadeführer und Generalmajor der Waffen-SS Friedrich Tscharmann, SA-Brigadeführer Daniel Hauer und Stadtrat Hans-Fritz Kaiser. Am 6. November 1944 wurde sie für schuldig befunden und zum Tode verurteilt. In der Begründung wurde ihr vorgeworfen, durch ihre Äußerung mit den Beteiligten des Staatsstreichversuchs vom 20. Juli 1944 gemeinsame Sache gemacht und damit „einen Angriff auf die seelische Kriegskraft unseres Volkes“ unternommen zu haben. Ihre „Verräterseele“ habe sie außerdem dadurch bewiesen, dass sie ein neues Attentat herbeigewünscht und behauptet habe, ein englisch-amerikanisches Regime sei besser als die gegenwärtige Regierung. Außerdem wurden ihr eine innere Schwäche, die sie zum Defätismus veranlasst habe, sowie eine „reaktionäre Einstellung“ vorgeworfen.

„Wer so handelt, ist die personifizierte Schande selbst! Wer so handelt, hat sich als Verräter an unserem Volk und als Helfershelfer unserer Kriegsfeinde für immer ehrlos gemacht (§5 KSSVO, § 91b StGB).

Wer so handelt, muss aus unserer Mitte verschwinden. Hier ein anderes Urteil als das Todesurteil zu fällen, würde von unseren Soldaten an der Front mit Recht mit der Frage beantwortet werden, ob denn die Eiterbeule des 20. Juli wirklich herausgeschnitten ist, damit wir gesund und stark den Kampf zum Siege führen können.“

Das Todesurteil wurde am 8. Dezember 1944 in der Hinrichtungsstätte der Strafanstalt Plötzensee durch den Scharfrichter Röttger mit dem Fallbeil vollstreckt.